# Carcelia burnsi
Carcelia burnsi är en tvåvingeart som beskrevs av Cantrell 1985. Carcelia burnsi ingår i släktet Carcelia och familjen parasitflugor. Inga underarter finns listade i Catalogue of Life.